# John Stack
John Stack (Youghal, 19 ottobre 1972) è uno scrittore irlandese. Sposato con tre figli, è noto per aver scritto la saga bestseller Masters of the Sea, pubblicata dalla HarperCollins, e di cui Centurio: Il potere di Roma (Ship of Rome) è l'unico romanzo uscito in Italia.

## Opere

### Masters of the Sea
1. 2009 - Centurio: Il potere di Roma (Ship of Rome), Tre60, traduzione di Alessandro Zabini, 2013 (ISBN 978-88-6702-088-1)
2. 2009 - Captain of Rome
3. 2011 - Master of Rome

### Mercenary of Rome
1. 2018 - Mutiny
2. 2019 - Retribution
3. 2021 - Treachery

### Altri romanzi
- Armada (2012)
- Aces Over Ypres (2016)